# Internationella fackföreningsfederationen
Internationella fackföreningsfederationen (engelska: International Federation of Trade Unions (IFTU) ; tyska: Internationaler Gewerkschaftsbund (IGB)), även känd som Amsterdaminternationalen, var en huvudorganisation för samarbete mellan fackföreningsrörelsen i olika länder. Den grundades formellt 1903 efter att de första stegen tagits vid två konferenser 1901 och 1902. Dess sekretariat låg i Berlin och hade till uppgift att förmedla information och att i begränsad omfattning bilägga tvister mellan de anslutna förbunden. Politisk målsättning saknades. 
Under första världskriget splittrades och försvagades IFTU. Efter fredsslutet sökte man 1919 på en konferens i Bern att åstadkomma en reorganisation. Så blev fallet vid nästföljande konferens i Amsterdam under juli-augusti 1919 och organisationen blev nu även känd under namnet Amsterdaminternationalen efter konferensorten.  Sekretariatet låg först i Amsterdam, men flyttades 1931 till Berlin. Efter det nazistiska maktövertagandet 1933 blev en ny flyttning, denna gång till Paris nädvändig. Slutligen hamnade huvudkontoret, efter den tyska ockupationen av Frankrike 1940 i London.
IFTU samarbetade med Socialistiska arbetarinternationalen och vilade helt på socialdemokratisk grund. Organisationen stod i skarp motsättning till den kommunistiska Röda fackföreningsinternationalen. De anslutna huvudorganisationerna var i huvudsak från Europa. American Federation of Labor (AFL) var med vid starten, men lämnade i början av 1920-talet. I slutet av 1930-talet anslöt sig dock flera utomeuropeiska organisationer, vilket i medlemstal kompenserade för bortfallet av de tyska och österrikiska fackföreningsrörelserna. Organisationens betydelse minskade under det andra världskriget och den upplöstes 1945 sedan Fackliga världsfederationen (FVF), (engelska: World Federation of Trade Unions (WFTU) hade bildats.